# Рёмер, Бадди
Чарльз Элсон (Бадди) Рёмер 3-й (англ. Charles Elson «Buddy» Roemer III; 4 октября 1943, Шривпорт, Луизиана — 17 мая 2021) — американский политик, 52-й губернатор Луизианы (1988—1992) от Демократической партии, с 1991 года — от Республиканской.

## Биография

### Ранние годы, образование и карьера
Бадди Рёмер родился в Шривпорте, штат Луизиана, в семье Аделины (урожденной Макдейд) и Чарльза Рёмера 2-го. Он вырос на плантации Скопена возле Божер-Сити. В 1960 году Рёмер окончил среднюю школу, в 1964 году получил степень бакалавра гуманитарных наук в области экономики в Гарвардском университете, а в 1967 году — степень магистра делового администрирования в области финансов в бизнес-школе Гарвардского университета.
После окончания университета Рёмер вернулся в Луизиану, где работал в компьютерной компании своего отца, а позже основал два банка.

### Политическая карьера
В 1972 году Рёмер был избран делегатом Конституционного конвента Луизианы, состоявшегося в 1973 году.
В 1978 году он баллотировался в Палату представителей США, однако на праймериз занял лишь третье место с 25,60 % голосов, уступив демократу Бадди Личу (26,92 %) и республиканцу Джимми Уилсону (26,79 %). В 1980 году Рёмер вновь выдвинул свою кандидатуру и на всеобщих выборах победил Бадди Лича (63,84 % и 36,16 % голосов соответственно). Рёмер был переизбран в 1982, 1984 и 1986 годах.
В 1987 году Рёмер был избран губернатором штата Луизиана. В марте 1991 года он перешёл в Республиканскую партию. В 1991 году Рёмер не смог переизбраться на второй срок, проиграв праймериз Эдвину Эдвардсу и Дэвиду Дюку (26,51 %, 33,77 % и 31,71 % голосов соответственно).

### Постгубернаторская карьера
В 1992 году Рёмер вместе со своим другом Джо Трейглом основали в Батон-Руже компанию The Sterling Group, Inc., специализирующуюся на международной торговле пластиковым сырьём между США и Мексикой. Рёмер был председателем совета директоров, а Трейгл занимал пост президента. В 1997 году Трейгл выкупил часть бизнеса Рёмера.
В 1995 году Рёмер попытался вернуться на должность губернатора, однако занял четвёртое место с 18 % голосов. Позже он основал Первый бизнес банк в Батон-Руже и стал его президентом и главным исполнительным директором.
В июне 2005 года Рёмеру сделали операцию на сердце в медицинском центре Батон-Ружа.
21 июля 2011 года Рёмер объявил об участии в президентских выборах 2012 года. Однако, после того как его не выдвинули от Республиканской партии, в феврале 2012 года Рёмер перешёл в Реформистскую партию США.